# 王桥镇 (泾阳县)
王桥镇，是中华人民共和国陕西省咸陽市泾阳县下辖的一个乡镇级行政单位。

## 行政区划
王桥镇下辖以下地区：
王桥村、东街村、社树村、曹张村、岳家坡村、柏章村、陈家沟村、屯杨村、木梳湾村、屈家村、北峪村、船头村和寺背后村。